# Tandzut, Armavir
Tandzut là một đô thị thuộc tỉnh Armavir, Armenia. Dân số ước tính năm 2011 là 2024 người.